# Richard Howe

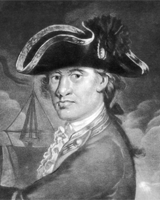
Richard Howe, 1. hrabia Howe

Richard Howe (ur. 8 marca 1726 w Londynie, zm. 5 sierpnia 1799) – brytyjski admirał, arystokrata i polityk.

## Początki kariery
Był drugim synem Emanuela Howe’a, 2. wicehrabiego Howe, i Charlotte von Kielmansegg, córki Johanna Adolfa, barona von Kielmansegg. Służbę w Royal Navy rozpoczął w 1740 r. na pokładzie HMS „Severn” (853 ton, 50 dział, 300 ludzi). Flotyllą, do której należała jednostka dowodził admirał George Anson. Następnie Howe służył w Indiach Zachodnich na pokładzie HMS „Burford” i brał udział w nieudanym ataku na La Guairę 18 lutego 1742 r. W 1744 r. otrzymał rangę porucznika.
Podczas powstania jakobickiego w 1745 r. dowodził slupem „Baltimore” na Morzu Północnym i został ciężko ranny podczas starcia z dwoma francuskimi okrętami. W 1746 r. objął dowództwo nad HMS „Triton” w Indiach Zachodnich. Później, jako kapitan statku HMS „Cornwall”, statku flagowego admirała Charlesa Knowlesa, walczył z Hiszpanami w bitwie niedaleko Hawany 2 października 1748 r. Następnie służył w kraju i na wodach zachodniej Afryki. W 1755 r. pod komendą Edwarda Boscawena wyjechał do Ameryki. Jego HMS „Dunkirk” zdobył tam francuski „Alcide”, co było pierwszym strzałem rozpoczynającej się wojny. Aż do 1763 r. Howe służył na kanale La Manche i brał udział w bitwie w zatoce Quiberon.
Po śmierci swojego starszego brata George’a, który zginął w 1758 r. pod Fortem Carillon, Richard odziedziczył tytuł 4. wicehrabiego Howe w parostwie Irlandii. W 1762 r. został wybrany do Izby Gmin z okręgu Dartmouth. W latach 1763–1765 był członkiem Rady Admiralicji. W latach 1765–1770 był skarbnikiem floty. Pod koniec urzędowania otrzymał rangę kontradmirała, a w 1775 r. został wiceadmirałem.

## Wojna o niepodległość USA
Przed konfliktem z amerykańskimi koloniami Howe był znany z sympatii do kolonistów. Do jego znajomych należał Benjamin Franklin, przyjaciel jego siostry. W 1775 r. rząd brytyjski wysłał jego i jego brata Williama, dowódcę wojsk lądowych, do kolonii, aby uspokoili sytuację. Jednak szybko okazało się, że wojna jest nieunikniona. Do 1778 r. dowodził flota przy wybrzeżach Ameryki. Od początku 1778 r. jego sytuacja była ciężka, gdyż jego przeciwnikiem był admirał francuski Charles Henri d’Estaing dysponujący przewagą w okrętach. W dniach 12 i 13 sierpnia 1778 r. D’Estaing stoczył na wysokości Rhode Island bitwę z siłami Howe’a, nie dała ona jednak rozstrzygnięcia, ponieważ drugiego dnia walki obie floty zostały rozproszone przez sztorm. Pod koniec 1778 r. jego rezygnacja została przyjęta i Howe powrócił do Wielkiej Brytanii.

## Wojna z rewolucyjną Francją
Howe był przeciwnikiem rządu lorda Northa i na kolejny przydział musiał czekać do jego upadku w 1782 r. Został wówczas dowódcą zakończonej sukcesem wyprawy na odsiecz Gibraltarowi. W 1782 r. otrzymał tytuł wicehrabiego Howe w parostwie Wielkiej Brytanii i zasiadł w Izbie Lordów. W 1783 r. został członkiem gabinetu Shelburne’a jako pierwszy lord Admiralicji. Rychło stracił to stanowisko po upadku rządu. Ponownie był pierwszym lordem w gabinecie Williama Pitta Młodszego w latach 1783–1788. W 1788 r. otrzymał tytuły hrabiego i barona Howe.
Po wybuchu wojny z Francją w 1793 r. został dowódcą floty na kanale La Manche. W 1794 r. wygrał bitwę pod Ushant. W 1797 r. został wyznaczony do stłumienia buntu marynarzy w Spithead. W tym samym roku otrzymał Order Podwiązki. Zmarł w 1799 r.
Od 1758 r. był żonaty z Mary Hartop i miał z nią dwie córki. Po jego śmierci wygasły tytuły hrabiego i wicehrabiego Howe w parostwie Wielkiej Brytanii. Tytuł wicehrabiego Howe w parostwie Irlandii odziedziczył jego młodszy brat, William. Tytuł barona Howe odziedziczyła jego córka, Sophia.